# Warnowtunnel
De Warnowtunnel is een autotunnel bij de Noord-Duitse stad Rostock. Het is een afgezonken tunnel met een totale lengte van 790 meter. Het gesloten gedeelte bestaat uit zes elementen van elk 120 meter lang. Per richting heeft de Warnowtunnel een rijbaan met twee rijstroken. De rijbanen liggen elk in een aparte buis. De tunnel kruist de rivier de Warnow, die ten noorden van Rostock uitmondt in de Oostzee.
De Warnowtunnel is het eerste private snelwegproject in Duitsland. De kosten van 220 miljoen euro werden opgebracht door een consortium van het Franse Bouygues, het Australische Macquarie en een aantal Duitse banken. In ruil hiervoor wordt bij de Warnowtunnel door deze bedrijven tol geheven.
De bouw startte in 1999. Op 12 september 2003 werd de Warnowtunnel in gebruik genomen.